# Campanya de Gal·lípoli
|  | Per a altres significats, vegeu «batalla de Gal·lípoli ». |